# Жене у античкој Грчкој
Жене у античкој Грчкој имале су инфериоран положај у односу на мушкарце. На њих се пре свега посматрало као на "бића која продужавају врсту". Ни у једном од грчких полиса жене нису имале политичка права и нису сматране грађанима. Положај Хеленки се, међутим, разликовао од полиса до полиса.

## Жена у античкој Атини
Положај жене није био једнак у свим полисима старе Хеладе. Иако демократски уређена, Атина женама није пружала ни приближно онолико права колико су поседовали мушкарци. Штавише, њихов положај је умногоме био гори од положаја Спартанки. Атињанке нису имале право учешћа у јавном животу нити право гласа. Жене су време углавном проводиле у кућама где су васпитавале децу и водиле покућство. У свет су излазиле само хетере које су пружале посебна задовољства мушкарцима. И поред таквог става, неке жене, сем хетера, су успеле да се изборе за право да значе више од "бића која рађају". Познато је да је Питагора у своју школу примао и жене које су биле равноправне са мушкарцима.
Атињанке су се удавале са осамнаест година. У случају смрти супружника, жена се по обичају удавала за његовог најбољег пријатеља. Није имала право наслеђивања имовине умрлог супруга.

## Жена у античкој Спарти
Спартанке су, зачудо, имале далеко бољи положај од жена у демократској Атини. Ксенофонт наводи да су Спартанци веровали како жена мора остати снажна како би родила здраво потомство. На жене се посматрало превасходно као на биће које рађа и продужава врсту. Међутим, све док није родила прво дете, жена није сматрана за члана породице. Женско дете остајало би уз мајку, а мушко би се одвајало у пубертету. Жена у Спарти имала је право да се образује и да учествује у играма сличним агогама. Девојчице су се том приликом бориле потпуно голе као и мушкарци. Међутим, ни Спартанка, као ни жене осталих полиса нису имале право учешћа у јавном животу нити су имале право гласа. За идеалну жену у Грчкој сматрала се она која се не чује и која што мање види.
Живот обичне жене углавном је био везан уз кућу, а састојао се у васпитању женске деце и вођењу кућних послова. За разлику од осталих грчких полиса, у Спарти су удовице сматране равним мушкарцима и имале су пуно право наслеђивања. Због тога су у време Клеомена и Агиса, највећи део земљишта држале жене. За Спарту се говорило да је једина хеленска држава где су жене владале над мушкарцима.

## Жена у Гортини
У Гортини су жене имале знатно бољи положај него у Грчкој. Свака жена, укључујући робиње, била је предмет заштите. Гортињанка, као и Спартанка, била је процесно и пословно способна. Имала је посебну имовину којом муж није располагао и у вези са њом је могла иступати на суду и полагати заклетве. Право развода брака имали су подједнако и муж и жена. Слободна разведена жена могла је бацити дете у реку. Ћерке у Гортини су наслеђивале половину покретних ствари које би добијала њена браћа. Епиклера (patroikos) имала је извесну слободу одабира супруга. Наиме, уколико је жена већ удата са децом, а постане епиклера, може бирати хоће ли се развести од свог мужа. Али жена у браку без деце која постане епиклера, није имала избор већ се морала развести и удати по пропису. Ћерка наследница није могла располагати наследном имовином, изузетно ју је могла продати или заложити у висини дуга ради исплате повериоца свог покојног оца. 

## Филозофски приступ
Филозофски приступ старих Грка према праву и друштвеном уређењу имао је значајан утицај на положај жене. Платон и Аристотел, који су тада сматрани „учитељима људског рода“, су дали свој коментар на ову тему иако су били супротни. Аристотел је сматрао жену нижим бићем које се по природи „покорава ради заштите“. У својој „Политици“ је стално приговарао спартанским женама на раскалашеном и раскошном животу. У Платоновој филозофији, насупрот Аристотеловим уверењима, жена је била скоро равноправан члан заједнице, способан да у одређеној мери делује у корист очувања полиса. Он је говорио о једнакости и истоветности душе мушкарца и жене („Држава“)

## Религија
Грчка митологија препуна је богиња. Међу дванаест олимпијских божанстава налази се чак шест богиња. То су: Хера (заштитница брака и удатих жена, Зевсова супруга), Артемида (богиња лова, животиња и заштитница дивљачи), Атина (богиња мудрости, цивилизације и заната), Афродита (богиња лепоте и плодности), Деметра (богиња жита, земљишта, плодности и чувар брака), Хестија (богиња огњишта). Грци су поштовали и нижа женска божанства, Нимфе, које су биле духови природе и девет Муза, богиње уметности, музике и науке.
Остале познате жене из грчке митологије су: Пандора, Медеја, Персефона, Геа, Хемера, Никта, Метида, Хелена Тројанска...

## Познате жене античке Грчке
- Горгофона
- Ксантипа (Сократова жена)
- Горго од Спарте
- Киниска, прва олимпијска победница
- Еуридика Атинска

## Галерија
- Артемида
- Атина
- Афродита
- Деметра
- Хестија
- Хелена Тројанска